# Montreal Locomotive Works
La Montreal Locomotive Woks (MLW) fue un fabricante canadiense de locomotoras diésel y de locomotoras de vapor. Las oficinas administrativas de MLW y las instalaciones de fabricación fueron situadas en Montreal, Quebec en Canadá. Existió bajo varios nombres a partir de 1883-1985. MLW era una subsidiaria de American Locomotive Company. A partir de 1964 y hasta 1975 la compañía se pasó a llamar MLW-Worthington hasta ser adquirida por Bombardier Transportation en 1975 hasta su cierre en 1985.

## Productos

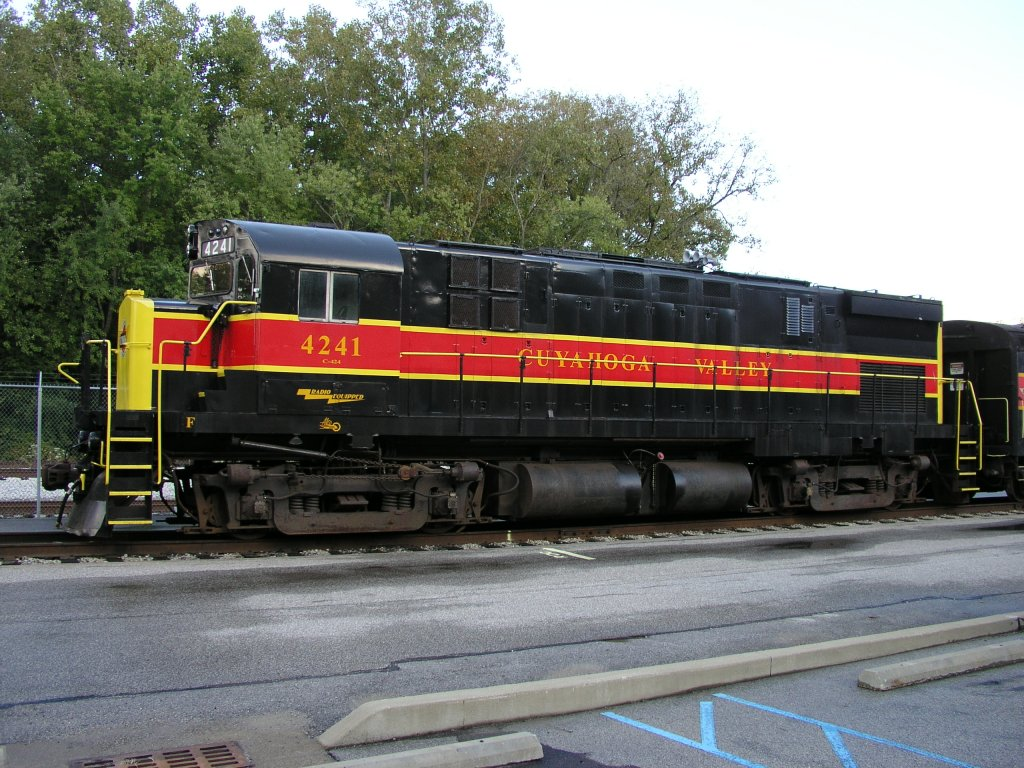
Locomotora diésel MLW Century 424.

- Coches eléctricos M1 y M2 para el Metro de Toronto.
- Locomotoras diésel.
- Locomotoras a vapor.